# گورنگی ستاتوواتس
گورنگی ستاتوواتس (به صربی: Gornji Statovac) یک منطقهٔ مسکونی در صربستان است.